# Goose Green
Goose Green (španjolski: Prado de Ganso, Ganso Verde) je najveće naselje na poluotoku Lafonia, dijelu Istočnog Falklanda na Falklandskom otočju.  Naselje leži na Kanalu Choiseul, na istočnom dijelu uske prevlake koja spaja Lafoniju s ostatkom Istočnog Falklanda, 4 km sjevernije nalazi se druga naseobina Darwin.
Goose Green danas ima malu trgovinu (koja radi po potrebi) i malo zračno uzletište. Blizu naselja je i najužniji most na svijetu Bodie Suspension Bridge, kao i olupina broda Vicar of Bray, ovaj brod sudjelovao je u kalifornijskoj zlatnoj groznici.
Farma Goose Green je najveća na otočju s 1 700 km2, dvostruko je veća od farme na susjednom Zapadnom Falklandu Port Howard ili North Arm.

## Povijest
Goose Green je osnovan 1875., kao stočarsko naselje i pogon za preradu mesa. 
Tijekom vremena ustalio se uzgoj ovaca, zlatno doba naselja bile su 1920. -te kada je Goose Green bio sjedište Falkland Islands Company, i naselje s dvjesto stanovnika. 
Od Falklandskog rata 1982. broj stanovnika naselja je opao od 100 na današnjih 40.

### Naselje za Falklandskog rata
Goose Green je bio okupiran od strane Argentinske vojske, tu je bio stacioniran garnizon od 1 000 vojnika. Gotovo svi stanovnici Goose Greena (njih oko 100) bili su zatočeni u zgradi mjesne zajednice. Tako da se upravo kod Goose Greena odigrala jedna od prvih bitaka Falklandskog rata, kojoj je cilj bio oslobađanje taoca. Britanski komandosi uspjeli su pobijediti argentinsku vojsku i osloboditi zatočenike.